# Christine Peterson

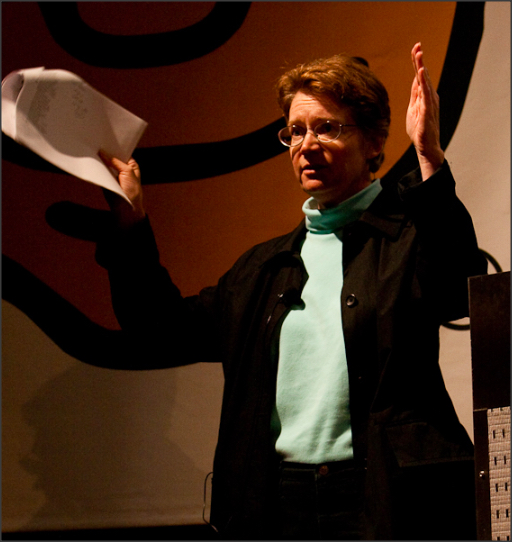
Christine Peterson hablando en Gnomedex el 2009

Christine Peterson es una estadística norteamericana, y cofundadora del Foresight Institute.  Se le atribuye haber sugerido el término "código abierto" cuando se utiliza en relación con el software.
Peterson tiene una licenciatura en química del MIT.

## Trabajos

### Software de código abierto
Como se informó en Slashdot, acuñó el término el 3 de febrero de 1998:
 

“El interés en el software libre estaba comenzando a crecer fuera de la comunidad de programación, y era cada vez más claro que se acercaba una oportunidad para cambiar el mundo ... [Nosotros] discutimos la necesidad de un nuevo término debido al factor de confusión. El argumento fue el siguiente: los nuevos en el término "software libre" suponen que se refiere al precio. Los veteranos deben entonces lanzarse a una explicación, que generalmente se da de la siguiente manera: "Nos referimos a libre como en libertad, no libre como en cerveza". En este punto, una discusión sobre software se ha convertido en una sobre el precio de una bebida alcohólica ... Entre las reuniones de esa semana, todavía estaba concentrado en la necesidad de un mejor nombre y se me ocurrió el término "software de código abierto". Aunque no es lo ideal, me pareció lo suficientemente bueno. Lo dirigí al menos por otros cuatro: a Eric Drexler, Mark Miller y Todd Anderson les gustó, mientras que un amigo en marketing y relaciones públicas sintió que el término "abierto" había sido usado en exceso y abusado y creía que podíamos hacerlo mejor. Tenía razón en teoría; sin embargo, no tenía una mejor idea ... Más tarde esa semana, el 5 de febrero de 1998, se reunió un grupo en VA Research para hacer una lluvia de ideas sobre la estrategia. Asistieron, además de Eric Raymond, Todd y yo, Larry Augustin, Sam Ockman y, por teléfono, Jon "perro loco" Hall ... Todd estaba concentrado. En lugar de hacer una afirmación de que la comunidad debería usar este nuevo término específico, hizo algo menos directivo: algo inteligente que hacer con esta comunidad de individuos de voluntad fuerte. Simplemente usó el término en una oración sobre otro tema, simplemente lo introdujo en la conversación para ver qué sucedía ... Unos minutos más tarde, uno de los otros usó el término, evidentemente sin darse cuenta, todavía discutiendo un tema que no era terminología. . Todd y yo nos miramos por el rabillo del ojo para comprobar: sí, ambos nos habíamos dado cuenta de lo que pasó ... Hacia el final de la reunión, la cuestión de la terminología fue planteada explícitamente, probablemente por Todd o Eric. Maddog mencionó "distribuible libremente" como un término anterior y "desarrollado cooperativamente" como un término más nuevo. Eric enumeró "software libre", "código abierto" y "software de origen" como las opciones principales. Todd defendió el modelo de "código abierto", y Eric lo respaldó ... Eric Raymond estaba mucho mejor posicionado para difundir el nuevo meme, y lo hizo. Bruce Perens se unió al esfuerzo de inmediato, lo que ayudó a establecer Opensource.org y desempeñó un papel clave en la difusión del nuevo término ... A fines de febrero, tanto O'Reilly & Associates como Netscape habían comenzado a usar el término. Después de esto, hubo un período durante el cual Eric Raymond promovió el término a los medios, Tim O'Reilly a las empresas y ambos a la comunidad de programación. Pareció extenderse muy rápidamente. [Traducido del inglés original]

### Libros
En 1991, fue coautora de Unbounding the Future: the Nanotechnology Revolution con Gayle Pergamit y Eric Drexler, que describe los posibles beneficios ambientales y médicos de la nanotecnología, así como sus posibles abusos. En 1997, ella fue coautora de Leaping the Abyss: Putting Group Genius to Work con Gayle Pergamit.

### Artículos
- "Thinking Longer Term about Technology", 2009.[10]